# 柳直荀

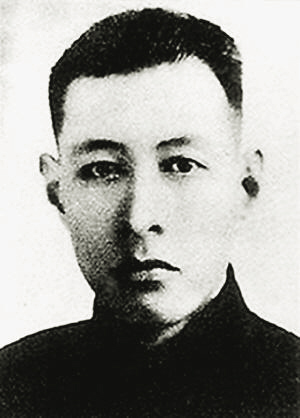

柳直荀（1898年—1932年9月14日），又名克明，化名刘克明。湖南长沙人。曾任红二军团政治部主任，因政治运动被中共所处决，最终平反，追认为革命烈士。

## 生平
1898年11月出生于湖南长沙。1912年，考入长沙广益中学，后考入雅礼大学预科。1919年作为雅礼大学的代表参加了省学联的工作，参予领导长沙各校总罢课、示威游行以及抵制、焚烧日货活动。他带领雅礼大学学生组织20多个救国十人团，发动爱国储金运动，并当选湖南省救国十人团联合会副总干事，不久又当选为湖南省学联评议部长。1924年2月经何叔衡、姜梦周介绍加入中国共产党。同年获雅礼大学文学士学位，任职长沙师范学校教务主任，兼任协均中学校长。由杨开慧介绍与李淑一结为夫妇。
1926年7月北伐军入湘后，柳直荀任湖南省政府委员和省农协筹备委员会副委员长兼秘书长。同年12月，担任省第一次工人代表大会和农民代表大会主席团秘书长和省农民大会执行委员会常务执行委员兼秘书长。他是湖南农会4月11日杀害保守士绅叶德辉的主要责任人，对湖南农运局势的恶化负有责任。长沙“马日事变”当晚，他指挥农民自卫军奋起抵抗叛军的袭击，后又指挥各地工农武装反攻长沙。
1927年7月，到贺龙部队参加“八一”南昌起义，起义部队在潮、汕地区失败后，柳直荀坐船到香港，误上了海盗船，被麻倒又被扔入海，漂流三昼夜后遇上英国太古集团的商船获救，他用满口流利的英语编了一套遇盗经历，被搭救到西贡。后他到达上海找到当时的中共中央。1928年9月到天津改任中共顺直省委秘书长。1929年又任中共长江局秘书长和中央军委特派员，并一度代理湖北省委书记。
1930年4月，奉命到洪湖地区工作。参与组建红二军团，与贺龙等率部攻克石首等十几座县城。1931年6月，任中共鄂西北临时分特委书记兼房县县委书记。8月组建红25师，积极开展游击活动。
1932年1月湘鄂西第四次党代会在湘鄂西革命根据地的红色首府监利县周老嘴召开。作为鄂西北分特委书记的柳直荀接到通知赶到周老嘴却未能赶上会议召开。他了解到会上激烈的争论之后，反对夏曦执行的“左”倾机会主义路线，夏曦便以「肅反」為名，将柳直荀等1500多人都打成“国民党改组派”、“AB团”，並撤销柳直荀在党和红军中的领导职务。1932年9月14日，柳直荀在湖北省监利县周老嘴心慈庵被处决。

## 身后
1945年4月，中共中央六届七中全会为他平反。他的妻子1934年才获知他的死讯。1957年5月，毛泽东致函李淑一：“你如去看直荀墓的时候，请为我代致悼意。”同时附了一首《蝶恋花·答李淑一》。 词中名句“我失骄杨君失柳，杨柳轻扬直上重霄九”便是指杨开慧和柳直荀。

## 家人
- 父亲柳午亭，1876年生，长沙人，1957年12月去世。1902年入南京陆师学堂，修学满一年因对学堂诸事失望，离校回乡。 1903年入选湖南省公派赴日本学习警察。一年半后学业完成，柳午亭认为这么短时间学得并不多，立志“研究高等专门学术”，“先习普通科学”。进入弘文学院中学部修业三年，毕业后考入早稻田大学政治经济科。本科毕业后，他又考入早稻田大学研究院法律专业。至1913年应湘督谭延闿电促归国。在湖南、北洋中央政府、南京国民政府、乃至中华人民共和国建国后，柳午亭“一世不做官，是个怪人。”以译书、中学教书（主要教体育科）为生。柳午亭与杨开慧的父亲杨昌济是世交。1916年暑期，毛泽东与杨开智、杨开慧兄妹曾徒步去长沙县高桥的柳家拜访请教，1916年下半年毛泽东写成《体育之研究》发表于《湘江评论》。建国后，毛泽东一直关心柳午亭。中央文献出版社的《毛泽东书信选集》中有三次托人问候柳午亭。1957年5月11日，毛泽东在致李淑一的信中：“你如见到柳午亭先生时，请为我代致问候。午亭先生和你有何困难，请告。”[7]:527
- 柳直荀的生母是柳午亭原配肖氏。患肺结核去世。
- 柳午亭在日本留学十年，1911年娶了小野芳子（中文名柳芳慈），1912年生下一女。1921年春原配肖氏病逝后，柳午亭赴日本接妻子、女儿回中国。
- 1950年湖南土改。柳午亭应该划定为地主。但因柳直荀是革命烈士，而柳午亭一直是开明人士，在乡口碑好，柳家的成份划定问题一直请示到了湖南省人民政府。湖南省人民政府主席王首道批示柳午亭的家庭成分由中央定。于是，柳家的家庭成份一直是“未定”。
- 柳直荀与李淑一生育一子一女。其子解放后在北京读大学、在京成家立业。柳直荀孙子女四人。